# Jefferson Savarino
Jefferson David Savarino Quintero (Maracaibo, 11 de novembro de 1996), é um futebolista venezuelano que atua como meia-atacante ou ponta. Atualmente joga no Botafogo.

## Carreira por clubes

### Início na Venezuela e Real Salt Lake
Nascido em Maracaibo, Savarino iniciou sua carreira profissional no Zulia, em 2013. Em quatro anos no clube, disputou 141 partidas e marcou 36 gols, participando das conquistas do Torneo Clausura e da Copa Venezuela na temporada de 2016.

### Real Salt Lake
Em 9 de maio de 2017, Savarino se transferiu para o Real Salt Lake, da MLS. Em dois anos e meio, disputou 91 partidas e marcou 22 gols pela equipe.

### Atlético Mineiro
Em 7 de fevereiro de 2020, foi anunciada a sua transferência para o Atlético Mineiro, no valor de 2 milhões de dólares.
Pelo Galo, Savarino atuou em 99 partidas, marcou 21 gols e participou das conquistas de seis títulos em pouco mais de dois anos no clube. Foi campeão do Campeonato Brasileiro e da Copa do Brasil em 2021, tricampeão Mineiro (2020, 2021, 2022) e também levantou uma Supercopa do Brasil em 2022.

### Retorno ao Real Salt Lake
Em 30 de abril de 2022, foi confirmado o seu retorno ao Real Salt Lake, em negócio avaliado em 2,5 milhões de dólares.

### Botafogo
Em janeiro de 2024, Jefferson Savarino foi anunciado oficialmente pelo Botafogo e assinou definitivo até dezembro de 2026. O valor de 2,7 milhões de dólares foi, à época, a segunda contratação mais cara da história do clube carioca.
Savarino estreou pelo Botafogo na vitória sobre o Sampaio Corrêa-RJ por 2 a 0, jogo válido pelo Campeonato Carioca, na tarde de 27 de janeiro de 2024, no estádio Nilton Santos. Em 14 de fevereiro de 2024, em jogo válido pela rodada 8 do Campeonato Carioca, o Botafogo venceu o Volta Redonda por 3 a 0 e Savarino anotou o primeiro gol com a camisa do Alvinegro carioca.
No dia 27 de março de 2025, Savarino estendeu seu vínculo com o Botafogo até junho de 2028.

## Carreira internacional
Pela seleções de base da Venezuela, Savarino disputou a edição de 2014 dos Jogos Centro-Americanos e do Caribe e o Campeonato Sul-Americano Sub-20 de 2015.
Fez sua estreia pela seleção principal em 4 de junho de 2017, em um amistoso contra os Estados Unidos, e foi convocado para a disputa da Copa América de 2019.
Foi também convocado para as edições de 2021 e 2024 da Copa América.

## Estatísticas

### Clubes
Atualizado em 2 de setembro de 2024.
| Clubes            | Temporada         | Liga  | Liga | Copa  | Copa | Continental | Continental | Outros | Outros | Total | Total |
| Clubes            | Temporada         | Jogos | Gols | Jogos | Gols | Jogos       | Gols        | Jogos  | Gols   | Jogos | Gols  |
| ----------------- | ----------------- | ----- | ---- | ----- | ---- | ----------- | ----------- | ------ | ------ | ----- | ----- |
| Zulia             | 2012–13           | 6     | 0    | 0     | 0    | 0           | 0           | —      | —      | 6     | 0     |
| Zulia             | 2013–14           | 26    | 2    | 0     | 0    | 0           | 0           | —      | —      | 26    | 2     |
| Zulia             | 2014–15           | 24    | 0    | 0     | 0    | 0           | 0           | —      | —      | 24    | 0     |
| Zulia             | 2015              | 20    | 6    | 0     | 0    | 0           | 0           | —      | —      | 20    | 6     |
| Zulia             | 2016              | 45    | 18   | 5     | 3    | 0           | 0           | —      | —      | 50    | 21    |
| Zulia             | 2017              | 11    | 6    | 0     | 0    | 4           | 1           | —      | —      | 15    | 7     |
| Zulia             | Total             | 132   | 32   | 5     | 3    | 4           | 1           | 0      | 0      | 141   | 36    |
| Real Salt Lake    | 2017              | 22    | 6    | 0     | 0    | 0           | 0           | —      | —      | 22    | 6     |
| Real Salt Lake    | 2018              | 35    | 7    | 3     | 0    | 0           | 0           | —      | —      | 38    | 7     |
| Real Salt Lake    | 2019              | 30    | 9    | 0     | 0    | 1           | 0           | —      | —      | 31    | 9     |
| Real Salt Lake    | Total             | 87    | 22   | 3     | 0    | 1           | 0           | 0      | 0      | 91    | 22    |
| Atlético Mineiro  | 2020              | 32    | 7    | 1     | 0    | —           | —           | 10     | 3      | 43    | 10    |
| Atlético Mineiro  | 2021              | 18    | 5    | 5     | 0    | 9           | 2           | 8      | 0      | 40    | 7     |
| Atlético Mineiro  | 2022              | 3     | 2    | 1     | 0    | 2           | 0           | 10     | 2      | 16    | 4     |
| Atlético Mineiro  | Total             | 53    | 14   | 7     | 0    | 11          | 2           | 28     | 5      | 99    | 21    |
| Real Salt Lake    | 2022              | 19    | 7    | 1     | 0    | 0           | 0           | —      | —      | 20    | 7     |
| Real Salt Lake    | 2023              | 24    | 7    | 6     | 3    | 4           | 1           | —      | —      | 34    | 11    |
| Real Salt Lake    | Total             | 43    | 14   | 7     | 3    | 4           | 1           | 0      | 0      | 54    | 18    |
| Botafogo          | 2024              | 16    | 4    | 4     | 0    | 10          | 2           | 7      | 2      | 37    | 8     |
| Botafogo          | Total             | 16    | 4    | 4     | 0    | 10          | 2           | 7      | 2      | 37    | 8     |
| Total na carreira | Total na carreira | 331   | 86   | 26    | 6    | 30          | 6           | 35     | 7      | 422   | 105   |

1. 1 2 3 4  Jogo(s) de Copa Libertadores
2. ↑  Jogo de Leagues Cup
3. 1 2  Jogo(s) de Campeonato Mineiro
4. ↑  Nove jogos e dois gols de Campeonato Mineiro, um jogo de Supercopa do Brasil

### Seleção nacional
Atualizado em 25 de março de 2025.
| Venezuela | Venezuela | Venezuela |
| Ano       | Jogos     | Gols      |
| --------- | --------- | --------- |
| 2017      | 1         | 0         |
| 2018      | 5         | 0         |
| 2019      | 7         | 1         |
| 2020      | 3         | 0         |
| 2021      | 8         | 0         |
| 2022      | 6         | 1         |
| 2023      | 6         | 1         |
| 2024      | 10        | 0         |
| 2025      | 1         | 0         |
| Total     | 47        | 3         |

| # | Data                   | Local                                       | Adversário             | Placar | Result. | Competição |
| - | ---------------------- | ------------------------------------------- | ---------------------- | ------ | ------- | ---------- |
| 1 | 9 de junho de 2019     | Nippert Stadium, Cincinnati, Estados Unidos | Estados Unidos         | 2–0    | 3–0     | Amistoso   |
| 2 | 27 de setembro de 2022 | Allianz Stadion, Viena, Áustria             | Emirados Árabes Unidos | 1–0    | 4–0     | Amistoso   |

## Títulos
Zulia
- Torneo Clausura: 2016
- Copa Venezuela: 2016

Atlético Mineiro
- Campeonato Brasileiro: 2021
- Copa do Brasil: 2021
- Campeonato Mineiro: 2020, 2021 e 2022
- Supercopa do Brasil: 2022

Botafogo
- Copa Libertadores da América: 2024
- Campeonato Brasileiro: 2024

### Prêmios individuais
- Equipe da temporada da Copa Libertadores da América: 2024[12]
- Melhor Meia (Bola de Prata): 2024
- Equipe Ideal da América (El País): 2024[13]